# Andreas Lixl
Andreas Lixl-Purcell (* 1951 in Salzburg; † 24. Dezember 2015) war ein US-amerikanischer Literaturwissenschaftler österreichischer Herkunft. Er unterrichtete seit 1996 als Professor für Deutsche Literatur und Kultur an der University of North Carolina at Greensboro. Seit seiner Pensionierung 2014 war er Professor Emeritus und lebte in Southport, North Carolina.

## Leben
Andreas Lixl-Purcell besuchte das Gymnasium in Salzburg und studierte an der Universität Wien, sowie ab 1974 an der University of Wisconsin Mathematik, Philosophie und deutsche Literaturwissenschaft mit der Promotion im Jahr 1984. Nach einer Lehrtätigkeit am Wabash College, Indiana war er seit 1987 in Greensboro tätig. Lixl-Purcell hatte die US-amerikanische Staatsbürgerschaft.
Andreas Lixl-Purcell starb am 24. Dezember 2015 im Alter von 64 Jahren.

## Schriften
- Ernst Toller und die Weimarer Republik 1918–1933. Heidelberg 1986, ISBN 3-533-03852-1.
- (Hrsg.): Erinnerungen deutsch jüdischer Frauen 1900–1990. Leipzig 1992, ISBN 3-379-01423-0.
- Stimmen eines Jahrhunderts 1888–1990: Deutsche Autobiographien, Tagebücher, Bilder und Briefe. Fort Worth 1991, ISBN 0-03-049182-7.
- Rückblick: Texte und Bilder nach 1945. Boston 1994, ISBN 0-395-69904-5.
- (Hrsg.): Women of Exile: German-Jewish Autobiographies since 1933. Westport: Greenwood, 1988 ISBN 0-313-25921-6
- Memories of Carolinian Immigrants: Autobiographies, Diaries, and Letters from Colonial Times to the Present. Lanham 2009, ISBN 0-7618-4414-7.